# KM (motorfiets)
KM is een historisch Duits merk van motorfietsen.
KM stond voor: Klein Motorenbau GmbH, Berlin.
KM was een van de vele kleine Duitse motorfietsfabrikanten die in het begin van de jaren twintig probeerden munt te slaan uit de behoefte aan goedkoop vervoer in het Duitsland van na de Eerste Wereldoorlog. Men produceerde van 1924 tot 1926 lichte gebruiksmotorfietsen met 142-en 159cc tweetaktmotoren. De concurrentie op deze markt was echter enorm, en het Duitse volk ging gebukt onder de herstelbetalingen na de oorlog waardoor de Duitse economie zwak en instabiel werd. Vele tientallen kleine Duitse fabrikanten van motorfietsen moesten al snel de handdoek in de ring gooien, waaronder KM.